# Da 1 U Luv 2 Hate
Da 1 U Love 2 Hate là một album được phát hành độc lập bởi rapper của G-Unit Records, Spider Loc. Album được phát hành thông qua hãng thu âm riêng của anh, Baymaac Records. Album này chưa bao giờ được xếp hạng.

## Đón nhận
Giám đốc điều hành của Iceman Music Group, nhà phân phối của album, cho biết "Spider từ lâu đã là Bí mật được giữ kín nhất ở Bờ Tây. Với bản phát hành mới đáng kinh ngạc này, thế giới sẽ thấy nghệ sĩ này thực sự tài năng như thế nào".

## Danh sách ca khúc
1. Intro - 0:21
2. I Just Pray (Feat. Dina Of Girth)- 4:33
3. Bury Me A G - 2:36
4. I'ma Crip (Feat. J Luv và Lil Boss) - 4:58
5. A Day Ago - 3:07
6. Street Life (Feat. Turf Talk, Kartoon và Butch Cassidy) - 3:40
7. 'N Deez Streetz (Feat. 6Tre và Tre') - 3:35
8. Celebrity - 3:33
9. Celebrity (Remix) (Feat. Begetz và Kartoon) - 3:25
10. Major (Feat. E Note) - 3:26
11. Mr. New Bitch (Remix) (Feat. Kartoon và Jessie James) - 3:35
12. Want Me (Feat. Kartoon, Paybacc And Titus) - 3:33
13. Chilax (Feat. Begetz) - 4:21
14. Anywhere (Feat. E Note) - 4:09
15. Homegrown - 5:05
16. Summertime (Feat. E Note) - 4:11
17. 24's (Feat. Bigfoot And Piper) - 2:58
18. Amazin' (Feat. E Note) - 4:01
19. Thought It Was Ova - 4:05
20. Outro - 0:21
21. DVD (Bonus Track)